# Mister National
 (janvier 2022).
Si vous disposez d'ouvrages ou d'articles de référence ou si vous connaissez des sites web de qualité traitant du thème abordé ici, merci de compléter l'article en donnant les références utiles à sa vérifiabilité et en les liant à la section « Notes et références ».
Mister National - Le plus bel homme de France, est un concours de beauté masculin en France. 
Bien que la première élection a eu lieu en 1996 et consistait en une seule préliminaire nationale, le but principal était la promotion de la France à l'étranger et la participation de ses lauréats aux concours internationaux tels que Mister International et Mister Global. 
Ce concours qui s'adresse aux hommes à partir de 18 ans est le premier concours masculin ayant retiré l'ensemble des critères jugés discriminatoires.

## Historique
Fondé en 1996 par Roberto Gay, Mister National - Le plus bel homme de France est le principal concours masculin ouvrant les portes à l'international.
Inspiré du format de divertissement familial Miss France, le concours Mister National - Le plus bel Homme de France débuta en 1998 lorsque Roberto Gay décide d’organiser le premier concours réservé à la gent masculine.
À la suite de sa collaboration au sein de Miss Univers en 2008, Roberto Gay décide de développer le concept de Mister National - Le plus bel homme de France et de faire un show à l'américaine.
Le 24 janvier 2022, après un peu plus de vingt ans d'élections, Roberto Gay cède les droits de la marque à Boris Tessier. 
La cérémonie 2023 permet de relancer le concept de Mister National. Cette élection a eu lieu au palais des Congrès « Le Grand Large » de Saint-Malo en Bretagne, le 14 janvier 2023 et a été la dernière de Boris Tessier dans les concours de beauté. 
Le 15 janvier 2023, Boris Tessier cède les droits de la marque à Marc de Araujo qui devient le propriétaire et le nouveau président de Mister National.
En 2024, le tenant du titre est Swann Lavigne, Mister Rhône-Alpes.

## Critères
- Être de nationalité française
- Être âgé d'au moins 18 ans
- Résider en France (Métropole ou Outre-Mer)

## Lauréats
- Si vous ne connaissez pas le sujet, laissez ce bandeau (vous pouvez alors contacter les auteurs).
- Si vous supprimez le contenu mis en cause (vous pouvez préalablement contacter les auteurs),

argumentez précisément cette suppression dans la page de discussion
(un manque de référence n'est pas un argument ; une recherche réelle de référence doit avoir été effectuée, être formellement documentée).
| Année | Nom                  | Région représentée          | Lieu de nomination | Commentaire |
| ----- | -------------------- | --------------------------- | ------------------ | --- |
| 1996  | Laurent Piranian     | Mister Provence Côte d’Azur | Paris              | Il représente la France au concours de Mister Monde 1996 en Turquie. |
| 1998  | Grégory Rossi        | Mister Aquitaine            | Paris              | Il participe à Mister Monde 1998 et termine 2e dauphin. |
| 2001  | Nicolas Éric Brillet | Mister Paris                | Paris              | Il participe à l'élection de Manhunt International 2001 à Pékin. Il obtient le titre de « Best Runway Model 2001 » et figure parmi les demi-finalistes. |
| 2002  | Fabrice Wattez       | Mister Aquitaine            | Paris              | Il participe à l'élection de Manhunt International 2002, le 9 novembre 2002 à Shanghai et remporte la compétition. |
| 2003  | Philippe Tissier     | Mister Île-de-France        | Paris              | Il représente la France au concours de Mister International 2003 à Londres. |
| 2007  | Bastien Vincent      | Mister Rhône-Alpes          | Paris              | Il participe aussi à l’élection de Mister Model International à Paris. |
| 2008  | Patrick Beck         | Mister Lorraine             | Paris              | Il participe à Mister International 2008 en Taïwan. |
| 2009  | Maxime Thomasset     | Mister Est                  | Paris              | Il représente la France à Mister International 2009 et Mister Universe Model 2009. |
| 2010  | Mohammed Al Maïman   | Mister Paris                | Paris              | Il est le premier Mister National d’origine orientale. Il participe à Mister Monde 2010 en Corée du Sud. |
| 2011  | Guillaume Reydel     | Mister Lorraine             | Paris              | Il participe à Manhunt International 2012 en Thaïlande. |
| 2012  | Alexandre Cheraibi   | Mister Provence             | Paris              | Représentant la France à Mister Monde 2012, il se classe 15e sur 80 candidats, le 24 novembre 2012 au Kent Showground à Detling, dans le Kent en Angleterre. |
| 2013  | Florian Alfano       | Mister Languedoc            | Lyon               | |
| 2014  | Thibault Marchand    | Mister Picardie             | Normandie          | Il représente la France à Mister Monde 2014 en Angleterre. |
| 2015  | Kévin Martin Gadrat  | Mister Dauphiné             | Rhône-Alpes        | Il représente la France à Mister Universe Model 2015 et se classe 6e dauphin de Mister Universe 2015. |
| 2016  | Raphaël Lavigne      | Mister Alsace               | Wavrin             | |
| 2017  | Alexis Aporiatis     | Mister Languedoc-Roussillon | Beauvais           | |
| 2018  | Anthony Bey          | Mister Pays de Savoie       | Paris              | |
| 2022  | Kévin Papon          | Mister Bourgogne            | Paris              | Pierre Carriou, Mister Bretagne, remplace Kévin Papon lors des concours internationaux, notamment à Mister International. |
| 2023  | Lucas Schlachter     | Mister Lorraine             | Saint-Malo         | Maxime Klinger, Mister Alsace et premier dauphin de Mister National, représente la France à Mister Global qui se déroule en Thaïlande en février 2023. Lucas Schlachter quant à lui, représente la France à Mister International en Thaïlande en octobre 2023. Jessy Jaremczyk, Mister Centre-Val de Loire 2022, représente à son tour la France lors de la 9e édition de Mister Global en novembre 2023. |
| 2024  | Swann Lavigne        | Mister Rhône-Alpes          | Barbières          | Il représente la France à Mister International. Gwen Jegouzo, Mister Bretagne, représente la France à Man of the World qui se déroule en Thaïlande en février 2023 et devient 2e dauphin Man of the World 2024. Julien Baker, Mister Languedoc, quant à lui, représente la France à Mister Global. |